# Cappel-Neufeld
Cappel-Neufeld (platduits: Cappel-Neefeld) is een dorp in de Duitse deelstaat Nedersaksen. Het dorp maakte van 1967 tot 2015 deel uit van de gemeente Nordholz in het Landkreis Cuxhaven. Op 1 januari 2015 ging die gemeente Nordholz op in de eenheidsgemeente Wurster Nordseeküste. 
Het dorp ligt direct ten noorden van het Land Wursten, achter de zeedijk. Het Neufeld is een strook van ongeveer 15 kilometer lang en 2 km breed dat oorspronkelijk buitendijks land was. In de zeventiende eeuw is het op initiatief van drie aannemers uit Emden ingepolderd. Omdat het Land Wursten zelf onvoldoende middelen had is het gebied toen niet bij Wursten getrokken, maar is het via een omweg deel geworden van de gemeente Nordholz.
Cappel-Neufeld is vooral een badplaats aan de kust van de Waddenzee, met campings en een vakantiehuisjespark. Het ligt circa 7 km ten zuidwesten van Nordholz.